# Dark Empire
Dark Empire – amerykański zespół muzyczny utworzony w 2004 roku przez gitarzystę Matta Moliti'ego. Na początku był to jego solowy projekt, ale z czasem stał się pełnoprawną kapelą muzyczną.
Muzyka tego zespołu to progresywny power metal z wpływami thrash i melodic death metalu.
W 2006 roku ukazał się ich debiutancki album Distant Tides, który zebrał sporo dobrych recenzji.
Na przestrzeni kilku miesięcy do zespołu doszło dwóch muzyków sesyjnych, którzy wspomagali zespół na koncertach: Andrew Atwood, który ostatecznie został stałym członkiem zespołu oraz znany z francuskiego zespołu Venturia Marc Ferreira. Odeszli zaś Teemu Tahkanen, którego zastąpił Sam Paulicelli i Noah Martin oraz jego późniejszy następca, Alonzo Peña.
We wrześniu 2007 roku grupa podpisała kontrakt z wytwórnią KillZone Records, pod szyldem której w listopadzie miał ujrzeć światło dzienne nowy album pod tytułem Humanity Dethroned. Z przyczyn niezależnych od zespołu drugi album, nad brzmieniem którego pracował Mika Jussila znany ze współpracy między innymi z Children of Bodom i Sonata Arctica ostatecznie wydany został w lipcu 2008 roku.
W 2008 i 2009 roku w zespole nastąpiły spore zmiany. Najpierw odszedł Sam Paulicelli, a potem Jens Carlsson. W przypadku tego drugiego praca zawodowa z kilkoma zespołami z różnych krajów okazała się nie do udźwignięcia zarówno dla niego samego, jak i dla grupy. W 2010 roku do zespołu na krótko dołączył Urban Breed znany między innymi z Pyramaze, Bloodbound i Tad Morose.
27 marca 2012 roku ukazał się trzeci album grupy pod tytułem From Refuge To Ruin.
W czerwcu 2013 roku grupa Dark Empire zakończyli działalność.

## Obecni członkowie zespołu
- Matt Moliti – gitara, śpiew
- Randy Knecht (od 2008) – gitara basowa
- Derrick Schneider (od 2013) – śpiew
- Matt Graff (2010) – perkusja
- Christian Colabelli (od 2012) – gitara
- Harris Bergsohn (od 2012) – instrumenty klawiszowe, gitara akustyczna

## Byli członkowie
- Jens Carlsson (2004 – 2009) – śpiew (Persuader, Savage Circus)
- Teemu Tahkanen (2004 – 2006) – perkusja
- Noah Martin (2004 – 2006) – gitara basowa
- Sam Paulicelli (2006 – 2008) – perkusja
- Andrew Atwood (2007 – 2010) – gitara, śpiew
- Alonzo Peña (2007) – bas
- Urban Breed (2010) – śpiew
- Brian Larkin (2010 – 2013) – Śpiew

## Muzycy sesyjni
- Marc Ferreira (2007) – gitara basowa (koncerty)
- Omar Davila (2008) – perkusja (koncerty)
- Brian Larkin (2008) – śpiew (koncerty)

## Dyskografia

### Single
- Northern Sky (2006)

### Albumy
- Distant Tides (2006)
- Humanity Dethroned (2008)
- From Refuge to Ruin (2012)